# Johanna von Koczian

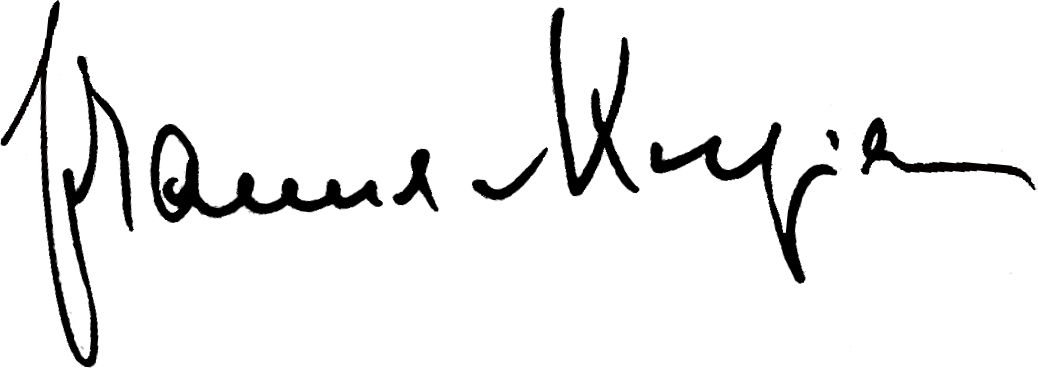
Autogramm Johanna von Koczian

Johanna von Koczian (* 30. Oktober 1933 als Johanna von Koczian-Miskolczy in Berlin; † 10. Februar 2024 ebenda) war eine österreichisch-deutsche Schauspielerin, Sängerin, Schriftstellerin, Hörspiel- und  Synchronsprecherin. Von 1955 bis 2013 stand sie in rund 84 Film- und Fernsehproduktionen vor der Kamera. In den 1970er Jahren hatte sie Erfolge als Schlagersängerin, insbesondere mit den Titeln Keinen Pfennig und Das bißchen Haushalt … sagt mein Mann.

## Leben

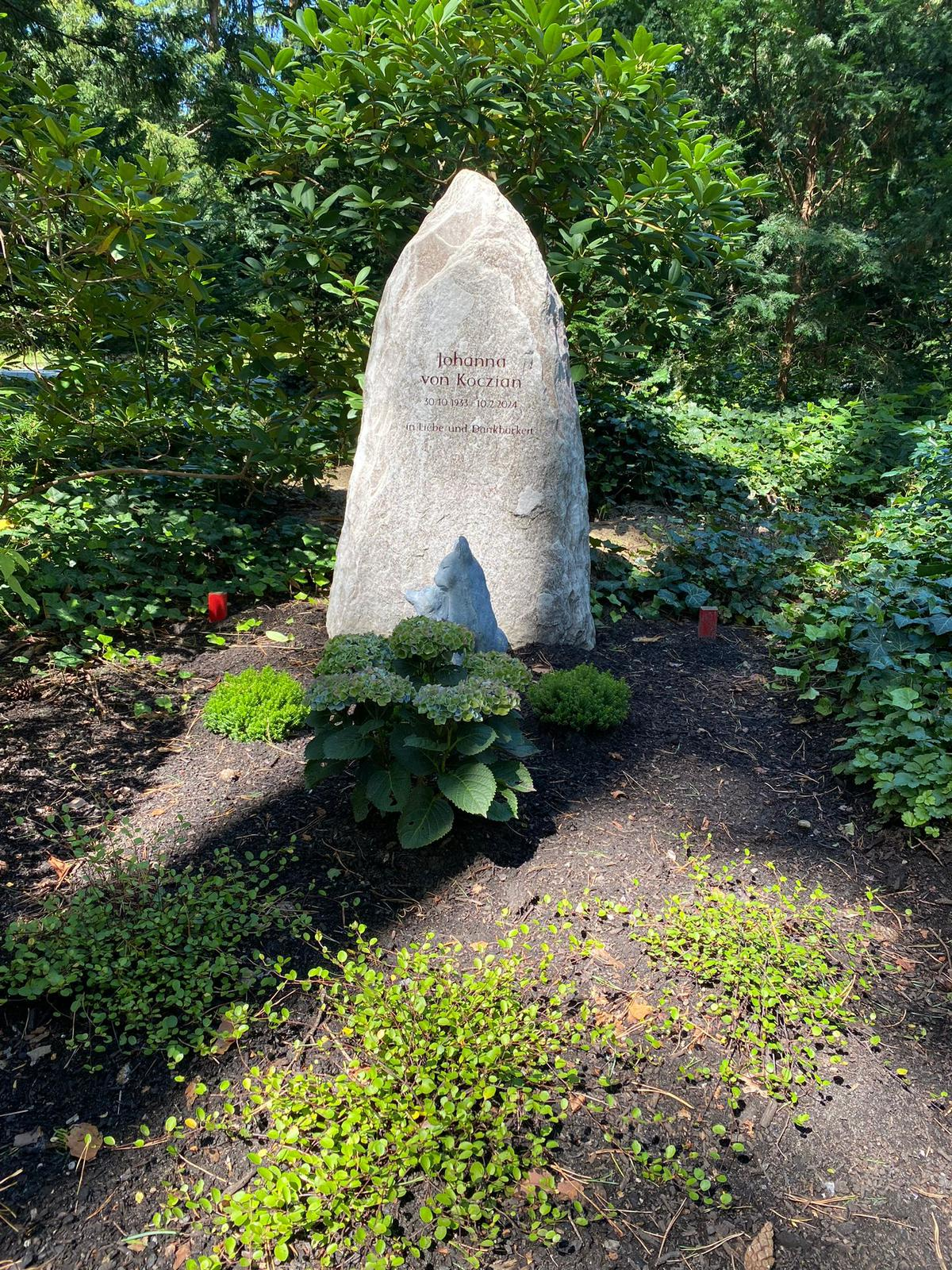
Grabstätte auf dem Waldfriedhof Dahlem

### Herkunft und Familie
Johanna von Koczian war die Tochter des Österreichers Gustav Wilhelm Viktor von Koczian-Miskolczy (* 1877; † 1958) und dessen vierter Ehefrau Lydia Alexandra von Koczian-Miskolczy geb. Grosspietsch (* 1912 in Berlin; † 1953 in Salzburg). Ihre Mutter war Anfang der 1930er Jahre als Schauspielerin tätig; unter dem Namen Lydia Alexandra war sie in drei Kinofilmen zu sehen.

### Privates
Nach einer kurzen Ehe mit dem Regisseur Dietrich Haugk, die 1961 geschieden wurde, heiratete Johanna von Koczian den Musikproduzenten Wolf Kabitzky, der im Jahr 2004 starb. Die Schauspielerin Alexandra von Koczian (* 1972) ist ihre gemeinsame Tochter.
Im Jahr 2017 zog sie sich aus dem öffentlichen Leben zurück und lebte zuletzt in einem Pflegeheim im Berliner Ortsteil Grunewald. Im Februar 2024 starb Johanna von Koczian im Alter von 90 Jahren. Sie wurde auf dem Waldfriedhof Dahlem (Grabnummer 007-185) beigesetzt.

## Werdegang

### Musical und Theater
Von Koczian begann ihre Karriere als Schauspielerin in den 1950er Jahren. Sie spielte im Theater aufgrund ihres Gesangstalents vor allem in Musicals. Ihre Theaterausbildung erhielt sie von 1950 bis 1952 am Mozarteum Salzburg; bereits ab 1951 war sie bei den Salzburger Festspielen engagiert. 1952 und 1953 spielte sie am Landestheater Tübingen, 1953 wurde sie an den Städtischen Bühnen Wuppertal engagiert. Ab 1955 spielte von Koczian am Schillertheater und am Schlosspark Theater in West-Berlin.
In den späteren Jahren konzentrierte sie sich nach einigen Film- und Fernsehproduktionen erneut auf ihre Arbeit auf der Bühne, und so trat sie oft in Boulevardtheater-Stücken auf, die auch für Tourneen produziert wurden. Sie feierte 1990 im Theater am Kurfürstendamm einen großen Erfolg mit dem Stück Endlich Allein an der Seite von Wolfgang Spier und Michael von Au. 1993 spielte sie neben Felix Dvorak und unter dessen Regie bei den Festspielen Berndorf die Frau Peschka in Das Kamel geht durch das Nadelöhr und 1995 erneut unter der Regie von Dvorak bei den Komödienspielen Mödling die Fürstin Eugenie in Molnars Olympia. Auf der Bühne der Berliner Komödie am Kurfürstendamm trat Johanna von Koczian ab dem 7. November 2010 in Peter Quilters Stück Glorious auf, in dem sie die Sängerin Florence Foster Jenkins darstellte.

### Film, Fernsehen und Synchron
1955 war von Koczian erstmals im Fernsehen als Agnes in dem Film Apoll von Bellac an der Seite von Nora Minor zu sehen. Ihr Leinwanddebüt hatte sie 1957 unter der Regie von Karl Anton in der Verwechslungskomödie Viktor und Viktoria, einem Remake des gleichnamigen Kinofilms aus dem Jahre 1933, wo sie die weibliche Hauptrolle der Erika Lohr übernahm. Im folgenden Jahr besetzte sie die weibliche Hauptrolle in der satirischen Komödie Wir Wunderkinder, wo sie an der Seite Hansjörg Felmys und des Kabarettistenduos Wolfgang Neuss und Wolfgang Müller zu sehen war. In den nachfolgenden Jahren war sie fester Teil des deutschen Nachkriegskinos, sie erhielt diverse Hauptrollen und einige Nebenrollen. Im Verlauf der 1960er Jahre wurden ihre Kinoauftritte seltener und sie wandte sich der Fernseharbeit zu, unter anderem war sie dabei in einigen Fernsehadaptionen von Literaturklassikern zu sehen. In der erfolgreichen Fernsehserie Stewardessen (1969) hatte von Koczian eine Hauptrolle.
Im späteren Teil ihrer Karriere war sie unter anderem in den bekannten Weihnachtsfilmen Single Bells (1997) und O Palmenbaum (2000) als elegante und hochmütige Mutter von Martina Gedecks Hauptfigur zu sehen. Im Fernsehen wirkte sie vor allem in Serien wie Derrick (in der sie Renate, Stefans Freundin, spielte), Tatort, Praxis Bülowbogen, In aller Freundschaft oder an der Seite von Hans Peter Korff und Tanja Wedhorn in der Folge Oman der ZDF-Reihe Das Traumschiff. Eine feste Rolle als Marie Senholzer übernahm sie von 2005 bis zu ihrem Karriereende 2013 in der zehnteiligen Fernsehreihe Die Landärztin neben Christine Neubauer.
Daneben betätigte sich von Koczian in den 1950er und 1960er Jahren als Synchronsprecherin und lieh u. a. Elizabeth Taylor (in Plötzlich im letzten Sommer) und Bibi Andersson (in Wilde Erdbeeren und Das siebente Siegel) ihre Stimme. 1966 synchronisierte sie ferner Maria Marlow in dem Reinl-Zweiteiler Die Nibelungen.

### Sängerin und Moderatorin
Von 1959 bis 1966 erschienen bereits erste Singles von ihr mit zumeist eingedeutschten Songs aus dem Musicalbereich wie Es war viel schöner in Kopenhagen (1965), Chim Chim Cheree (1965) oder Mit 'nem Teelöffel Zucker (1966).
In den 1970er Jahren hatte sie dann große Erfolge als Sängerin von meist komödiantischen Schlagern wie Der Lord von Barmbek (1973), Keinen Pfennig (1974), Aufsteh’n ist schön (1978), Ganz der Vater (1978), Karl, gib mal den Hammer rüber (1979) oder Das bißchen Haushalt (1977). Damit trat sie 1978 insgesamt viermal in der ZDF-Hitparade auf. In der 101. Ausgabe vom 9. Januar 1978 kam sie mit ihrem Song, der die männliche Sicht auf die traditionelle Rollenverteilung bei der Haus- und Familienarbeit ironisch aufs Korn nimmt, auf Platz 6, am 6. März 1978 in Ausgabe 102 auf Platz 7, am 3. April 1978 in Ausgabe 103 erneut auf Platz 6 und am 1. Mai 1978 in Ausgabe 104 wieder auf Platz 7. 1980 war sie auch als Moderatorin für das ZDF-Musikquiz Erkennen Sie die Melodie? tätig.

### Autorin
Seit 1977 war sie als Schriftstellerin tätig, zunächst als Verfasserin von Kinder- und Jugendliteratur. Auf der Basis ihrer beiden Novellen Abenteuer in der Vollmondnacht und Der geheimnisvolle Graf entstand 1982 die dreizehnteilige Fernsehserie Unterwegs nach Atlantis, und als Fortsetzung schrieb sie den Jugendroman Flucht von der Insel.

## Filmografie
- 1955: Apoll von Bellac
- 1957: Viktor und Viktoria
- 1958: Petersburger Nächte
- 1958: Wir Wunderkinder
- 1959: Serenade einer großen Liebe/Der Sänger von Capri (For the First Time)
- 1959: Bezaubernde Arabella
- 1959: Jacqueline
- 1959: Menschen im Netz
- 1960: Lampenfieber
- 1960: Heldinnen
- 1960: Agatha, laß das Morden sein!
- 1961: Ländliche Werbung
- 1961: Unser Haus in Kamerun
- 1961: Die Ehe des Herrn Mississippi
- 1962: Straße der Verheißung
- 1963: Mirandolina
- 1964: Minna von Barnhelm
- 1965: Das Liebeskarussell
- 1966: Oh, diese Geister
- 1966: Spätsommer
- 1967: Nach der Entlassung
- 1967: Jacobowsky und der Oberst
- 1968: Was Ihr wollt
- 1969: Stewardessen (Fernsehserie)
- 1970: Emilia Galotti
- 1971: Käpt’n Rauhbein aus St. Pauli
- 1972: Der Kommissar – Blinde Spiele
- 1973: Die Reise nach Mallorca
- 1973: Eine Frau bleibt eine Frau
- 1974: Der Kommissar – Jähes Ende einer interessanten Beziehung
- 1975: Don Juan in der Hölle
- 1975: Hier bin ich, der Elefant[15][16]
- 1975: Hoftheater
- 1975, 1976: Derrick (Fernsehserie, Folgen Pfandhaus, Schock)
- 1977: Sanfter Schrecken
- 1978: Café Wernicke (Fernsehserie)
- 1978–1979: Ein Mann für alle Fälle (Miniserie, 3 Folgen)
- 1979: Die großen Sebastians
- 1979: Wo die Liebe hinfällt
- 1981: Das waren noch Zeiten – Kleine Geschichten von Kalke & Söhne
- 1981, 1983: Leute wie du und ich (Fernsehserie, 2 Folgen)
- 1985: Die Krimistunde (Fernsehserie, Folge 16, Episode: Beehren Sie uns bald wieder?)
- 1986: Tatort – Tod auf Eis (Krimiserie)
- 1986: Die Sterne schwindeln nicht
- 1987: Höchste Eisenbahn
- 1987: Tatort – Gegenspieler
- 1987–1990: Praxis Bülowbogen (Fernsehserie)
- 1989: Fragen Sie Frau Dr. Cora
- 1990: Endlich allein
- 1993: Das Kamel geht durch das Nadelöhr
- 1995: Olympia
- 1997: Single Bells
- 2000: O Palmenbaum
- 2001: Scheidung mit Hindernissen
- 2002: SOKO 5113 (Fernsehserie, Folge La Divina)
- 2004, 2013: In aller Freundschaft (Fernsehserie, Folgen Masken, Tanz mit dem Teufel)
- 2004: Das Traumschiff – Oman
- 2005: Schlosshotel Orth (Fernsehserie, Folge Freiräume)
- 2006: Unter weißen Segeln – Frühlingsgefühle
- 2006: Die Landärztin (Fernsehreihe)
  - 2007: Die Landärztin – Diagnose Tollwut
  - 2008: Die Landärztin – Aus heiterem Himmel
  - 2008: Die Landärztin – Der Vaterschaftstest
  - 2009: Die Landärztin – Ein neues Leben
  - 2010: Die Landärztin – Schleichendes Gift
  - 2011: Die Landärztin – Um Leben und Tod
  - 2012: Die Landärztin – Schicksalswege
  - 2013: Die Landärztin – Entscheidung des Herzens
  - 2013: Die Landärztin – Vergissmeinnicht
- 2010: Da kommt Kalle – Blitzalarm
- 2013: Danni Lowinski – Der letzte Tanz

## Hörspiele (Auswahl)
- 1957: William Shakespeare: Ein Sommernachtstraum (Hermia) – Regie: Curt Goetz-Pflug (Hörspielbearbeitung – SFB)
- 1957: Hermann Sudermann: Die Reise nach Tilsit (Indre) – Regie: Erich Köhler (Hörspielbearbeitung – SFB)
- 1957: Günter Grass: Radio-Essay/Studio-Hörspiel: Hochwasser. Ein Stück in zwei Akten (Jutta, Noahs Tochter) – Regie: Martin Walser (Hörspielbearbeitung – SDR)
- 1960: Jean Anouilh: Die Probe oder Die bestrafte Liebe (Lucille) – Regie: Dietrich Haugk (Hörspielbearbeitung – SDR)
- 1965: Louis MacNeice: Der herzlose Riese (Prinzessin) – Regie: Oswald Döpke (Original-Hörspiel – RIAS Berlin)
- 1966: Dario Niccodemi: Und abends in die Komödie: Tageszeiten der Liebe (Anna) – Regie: Heinz-Günter Stamm (Hörspielbearbeitung – BR)
- 1967: Friedrich Michael: Silvia und die Freier (Silvia) – Regie: Heinz-Günter Stamm (Hörspielbearbeitung – BR)
- 1968: Lew Tolstoi: Anna Karenina (6 Teile) (Anna Karenina) – Regie: Ludwig Cremer (Hörspielbearbeitung – WDR/HR)
- 1969: Terence Rattigan: Und abends in die Komödie: Der schlafende Prinz (Elsie Marina, Tänzerin) – Regie: Heinz-Günter Stamm (Hörspielbearbeitung – BR)
- 1970: Janne Furch: Und abends in die Komödie: Szuanne Chérie oder Das dreieckige Karussell (Suzanne Chérie) – Regie: Heinz-Günter Stamm (Hörspielbearbeitung – BR)
- 1971: Franz Hiesel: Das Paket (Malwine Haftel) – Regie: Heinz-Günter Stamm (Originalhörspiel – BR/NDR)
- 1973: Thomas Andresen: Schuß auf ein Zahnrad – Regie: Heinz Wilhelm Schwarz (Originalhörspiel, Kriminalhörspiel – WDR/SFB)
- 1974: Ludvík Aškenazy: Der Stich – Regie: Werner Klippert (Originalhörspiel, Kurzhörspiel – SDR)
- 1974: Hubert Monteilhet: Junge Witwe ohne Vermögen (Madame Dupont) – Regie: Rolf von Goth (Hörspiel – SFB)
- 1976: Muriel Spark: Die dunklen Gläser – Regie: Ernst Willner (Hörspiel – ORF Kärnten)
- 1979: Robert Louis Stevenson: Das Flaschenteufelchen (2 Teile) (Erzählerin) – Regie: Ernst Becker (Hörspielbearbeitung, Kinderhörspiel – SR)
- 1981: Jean Anouilh: Cecile oder Die Schule der Väter – Regie: Ferry Bauer (Hörspielbearbeitung – ORF Oberösterreich)

Quellen: ARD-Hörspieldatenbank für die deutschen und OE1-Hörspieldatenbank für die österreichischen Produktionen

## Bücher
Mark und Rhonn
- Abenteuer in der Vollmondnacht. Blanvalet, München 1977; Heyne, München 1981.
- Der geheimnisvolle Graf. Neue Abenteuer mit Mark und Rhonn. Blanvalet, München 1979; Heyne, München 1982.
  - Beide in einem Band als: Unterwegs nach Atlantis. Bertelsmann, München 1982, ISBN 3-570-03834-3.
- Flucht von der Insel. Neueste Abenteuer mit Mark und Rhonn. Bertelsmann, München 1981, ISBN 3-570-00857-6.

Weitere
- Die Fee, die keiner haben wollte. Märchen von heute. Blanvalet, München 1980, ISBN 3-7645-3437-0.
- Poseidons Karneval. Phantastische Kalendergeschichten. Blanvalet, München 1984, ISBN 3-7645-3209-2.
- Sommerschatten. Roman. Lübbe, Bergisch Gladbach 1989; Taschenbuch ebd. 1991, ISBN 3-404-11761-1.
- Das Narrenspiel. Roman. Lübbe, Bergisch Gladbach 1992; Taschenbuch ebd. 1994, ISBN 3-404-12192-9.
- Gestatten, ich heiß’ Lohengrin … Freche Opernparodien. Doblinger, Wien 2000, ISBN 3-900695-47-4.

## Auszeichnungen
- 1958: Berliner Kunstpreis – Sparte Junge Generation für ihre Darstellung der Anne Frank
- 1959: Bundesfilmpreis für Wir Wunderkinder
- 1959: Preis der deutschen Filmkritik für Wir Wunderkinder
- 1977: Goldener Vorhang
- 1979: Goldener Vorhang
- 2008: Goldener Vorhang für ihre Darstellung in Oskar und die Dame in Rosa in der Inszenierung der Komödie am Kurfürstendamm
- Goldene Maske (Preis der Theaterbesitzer)